# Gibanica
Gibanica (Kirin Serbia: гибаница, [ˈɡibanit͡sa]) là một món bánh ngọt truyền thống phổ biến trên khắp vùng Balkan. Nguyên liệu chủ yếu của chúng là pho mát và trứng. Công thức nấu ăn có thể từ ngọt đến mặn, và từ đơn giản đến phục vụ cho những lẽ hội và bánh Gibanica nhiều lớp công phu.
Là dẫn xuất của tiếng Slavic Nam, động từ gibati/гибати có nghĩa là "gấp; lung lay, cứng", loại bánh này đã được đề cập trong Từ điển tiếng Serbia của nhà ngôn ngữ học Vuk Stefanović Karadži vào năm 1818 và bởi một linh mục người Slovenia Jožef Kosič vào năm 1828, trong đó gibanica được mô tả như một loại bánh đặc biệt của Slovenia, là "món cần có trong các lễ cưới và được phục vụ cho công nhân sau khi hoàn thành một dự án lớn". Đây là loại bánh strudel nhiều lớp, là sự pha trộn giữa sự ảnh hưởng của Thổ Nhĩ Kỳ, Áo, và Nam Tư cũ. Ngày nay, loại bánh này xuất hiện ở Slovenia, Croatia, Serbia, Bosnia và một số khu vực khác của Nam Tư cũ. Các biến thể của bánh strudel nhiều lớp này xuất hiện ở Hungary, Bulgaria, Bắc Macedonia, Hy Lạp, Thổ Nhĩ Kỳ và Syria.
Gibanica khá giống bánh cuộn óc chó, là một loại bánh mì ngọt với nhân  óc chó cuộn xoắn bên trong.

## Từ nguyên
Trong vốn từ vựng của Học viện Nam Tư, cũng như trong từ điển của ngôn ngữ Slav, gibanica là dẫn xuất của tiếng Croatia, động từ gíbati và động từ Serbia гибати, có nghĩa là "gấp; lung lay, cứng". Ngoài ra còn có các dẫn xuất như gibaničar/гибаничар - một người làm gibanica, một người thích ăn gibanica, và một người luôn áp đặt mình là khách và chịu chi phí thay cho người khác. Một số người tin rằng từ gibanica thực sự xuất phát từ tiếng Ả Rập: gebna (جبنة) của Ai Cập, một loại pho mát mặn mềm màu trắng được sử dụng để làm nguyên liệu cho gibanica.